# Onthophagus cinctipennis
Onthophagus cinctipennis là một loài bọ cánh cứng trong họ Bọ hung (Scarabaeidae).